# Autostrada A18 (Polen)
Die Autostrada A18 (polnisch für „Autobahn A18“) ist eine Autobahn in Polen. Sie verläuft vom Knoten Krzyżowa, wo sie von der A4 abzweigt und nach Nordwesten zur deutsch-polnischen Grenze bei Olszyna in der Landgemeinde Trzebiel führt. Dort beginnt die Bundesautobahn 15. Die Autobahn ist 75 Kilometer lang und ist Teil des paneuropäischen Verkehrskorridors III A.
Im Jahr 2006 wurde die als Reichsautobahn Berlin–Breslau gebaute südliche Fahrbahn auf einer Länge von 71 Kilometern um eine nördliche Fahrbahn erweitert. Die nicht modernisierte Südfahrbahn wurde bis 2023 wiederaufgebaut. Die Eröffnung des 2. Abschnitts ist am 14. September 2022 erfolgt. Die Eröffnung der restlichen Abschnitte erfolgte am 13. Oktober 2023.  
Bis zum Abschluss der Modernisierung wurde die Strecke, bis auf den kurzen Abschnitt vor der Einmündung in die A4, noch als Landesstraße 18 (poln.: Droga krajowa 18) geführt. Die Umwidmung zur A18 sollte erst nach Fertigstellung der Umbaumaßnahmen erfolgen.

## Geschichte

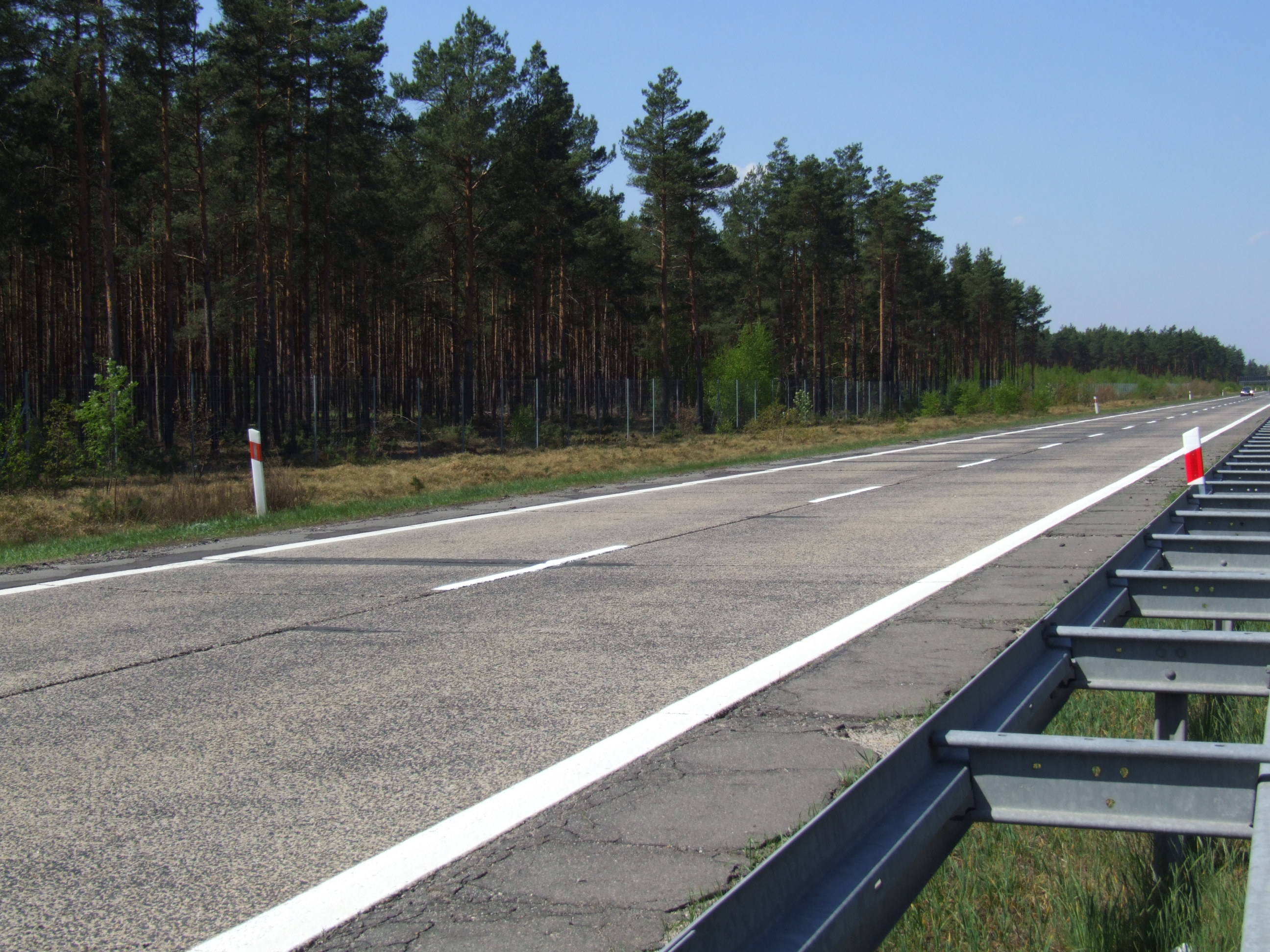
Ehemalige Reichsautobahn 9 (südliche Fahrbahn, 2012)

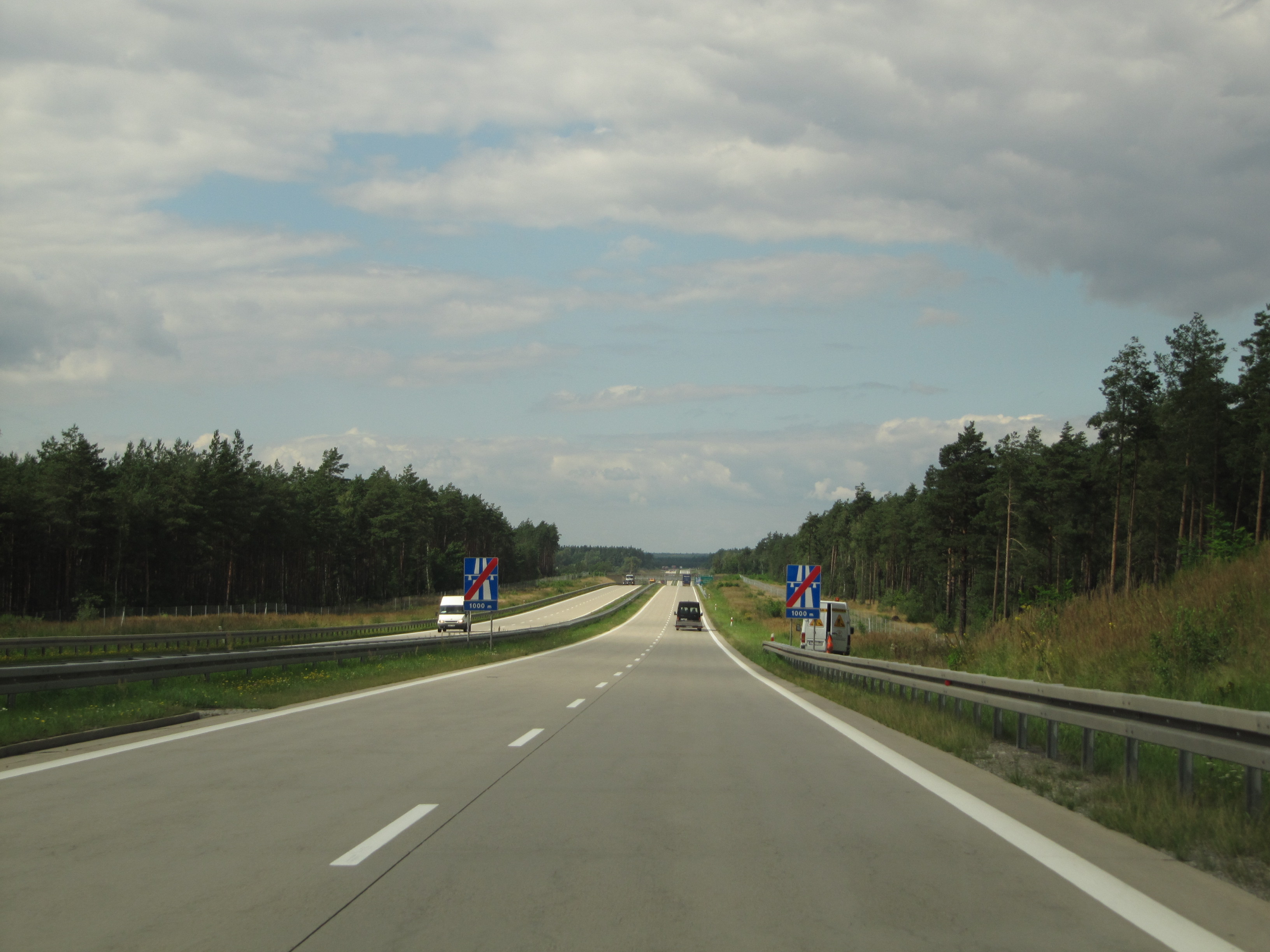
Der bereits komplett modernisierte Abschnitt bei Golnice (2010)

Die heutige A18 war bereits Mitte der 1930er Jahre als Teil der Reichsautobahn 9 Berlin–Breslau (auf deutscher Seite heute A13 und A15) im damals deutschen Schlesien angelegt worden. Die Strecke war einbahnig (südliche Fahrbahn), wobei sie schon auf den Vollausbau vorbereitet war (z. B. waren die Brücken breiter gebaut bzw. es wurde Platz für die zweite Fahrbahnhälfte gelassen). Einzig der kurze Abschnitt von Lipiany (Linden) bis zur heutigen Einmündung in die A4 am Autobahnknoten Krzyżowa war bereits zweibahnig ausgeführt.
1993 wurde zwischen der Ausfahrt Królów und dem Grenzübergang Forst/Olszyna auf 9,5 km die bisher nicht vorhandene Nordfahrbahn im Autobahnstandard gebaut. Die Sanierung und der Ausbau der Südfahrbahn in diesem Abschnitt erfolgte jedoch nicht.
1995 folgte dann die beidseitige Sanierung des 7 km langen Abschnitts zwischen Golnice (Landgemeinde Bolesławiec) und dem Autobahnknoten Krzyżowa, der bereits zuvor zwei Richtungsfahrbahnen aufgewiesen hatte. Dieser Abschnitt war bis 2001 Teil der A12, die von Golnice bis zum damaligen Übergang in die A4 an der Anschlussstelle Krzywa verlief.
Ab 2004 wurde der durchgehende Bau der Nordfahrbahn der A18 zwischen Golnice und Królów vorangetrieben. Dabei wurden die Bauarbeiten in 4 Abschnitte unterteilt. Die Arbeiten wurden Mitte 2006 abgeschlossen und kosteten rund 398 Mio. Złoty.
Der Abriss und Neubau der Südfahrbahn der A18 zwischen Olszyna und Golnice (71 km) war geplant für den Zeitraum von 2014 bis 2020. Die Bauarbeiten verzögerten sich aber, sodass diese erst im Oktober 2023 vollständig abgeschlossen waren. 
Seit dem 13. Oktober 2023 ist die A18 nun durchgehend vierspurig befahrbar.

## Abschnitte
| Abschnitt                                                      | Länge    | Bauzeit            | Baukosten                      | Verkehrsübergabe           | Anmerkung                                                          |
| -------------------------------------------------------------- | -------- | ------------------ | ------------------------------ | -------------------------- | ------------------------------------------------------------------ |
| Grenzübergang DE/PL – Knoten Olszyna (km 0,633)                | 00,44 km | —1936–1938         | —                              | 199319382023               | NordfahrbahnSüdfahrbahnModernisierung beider Fahrbahnen            |
| Knoten Olszyna (km 0,633 – km 1,500)                           | 00,87 km | —2004–2005         | —3 Mio. Złoty (1 Mio. Euro)    | 199320. Dezember 2005 2023 | NordfahrbahnModernisierung der Nordfahrbahn weitere Modernisierung |
| Knoten Olszyna (km 0,633 – km 1,500)                           | 00,87 km | 1936–1938          | —                              | 19382023                   | SüdfahrbahnModernisierung der Südfahrbahn                          |
| Knoten Olszyna (km 1,500) – Knoten Żary Zachód (km 9,550)      | 08,05 km | —2004–2005         | —28 Mio. Złoty (7 Mio. Euro)   | 199320. Dezember 2005      | NordfahrbahnModernisierung der Nordfahrbahn                        |
| Knoten Olszyna (km 1,500) – Knoten Żary Zachód (km 9,550)      | 08,05 km | 1936–1938          | —                              | 19382023                   | SüdfahrbahnModernisierung der Südfahrbahn                          |
| Knoten Żary Zachód (km 9,550) – Jędrzychowice (km 11,860)      | 02,31 km | 2004–2006          | 14 Mio. Złoty (4 Mio. Euro)    | 27. September 2006         | Nordfahrbahn                                                       |
| Knoten Żary Zachód (km 9,550) – Jędrzychowice (km 11,860)      | 02,31 km | 1936–1938          | —                              | 19382023                   | SüdfahrbahnModernisierung der Südfahrbahn                          |
| Jędrzychowice (km 11,860) – Knoten Żary Południe (km 24,730)   | 12,87 km | 2004–2006          | 78 Mio. Złoty (20 Mio. Euro)   | 27. September 2006         | Nordfahrbahn                                                       |
| Jędrzychowice (km 11,860) – Knoten Żary Południe (km 24,730)   | 12,87 km | 1936–19382019–2022 | —149 Mio. Złoty (37 Mio. Euro) | 19382023                   | SüdfahrbahnModernisierung der Südfahrbahn                          |
| Knoten Żary Południe (km 24,730) – Lubieszów (km 33,760)       | 09,03 km | 2004–2006          | 42 Mio. Złoty (11 Mio. Euro)   | 27. September 2006         | Nordfahrbahn                                                       |
| Knoten Żary Południe (km 24,730) – Lubieszów (km 33,760)       | 09,03 km | 1936–19382019–2022 | —105 Mio. Złoty (26 Mio. Euro) | 19382023                   | SüdfahrbahnModernisierung der Südfahrbahn                          |
| Lubieszów (km 33,760) – Knoten Iłowa (km 37,500)               | 03,74 km | 2004–2006          | 17 Mio. Złoty (4 Mio. Euro)    | 27. September 2006         | Nordfahrbahn                                                       |
| Lubieszów (km 33,760) – Knoten Iłowa (km 37,500)               | 03,74 km | 1936–1938          | —                              | 19382023                   | SüdfahrbahnModernisierung der Südfahrbahn                          |
| Knoten Iłowa (km 37,500) – Lebus/Niederschlesien (km 50,000)   | 12,50 km | 2004–2006          | 48 Mio. Złoty (12 Mio. Euro)   | 6. November 2006           | Nordfahrbahn                                                       |
| Knoten Iłowa (km 37,500) – Lebus/Niederschlesien (km 50,000)   | 12,50 km | 1936–1938          | —                              | 19382023                   | SüdfahrbahnModernisierung der Südfahrbahn                          |
| Lebus/Niederschlesien (km 50,000) – Knoten Golnice (km 70,899) | 20,90 km | 2004–2006          | 83 Mio. Złoty (21 Mio. Euro)   | 6. November 2006           | Nordfahrbahn                                                       |
| Lebus/Niederschlesien (km 50,000) – Knoten Golnice (km 70,899) | 20,90 km | 1936–1938          | —                              | 19382023                   | SüdfahrbahnModernisierung der Südfahrbahn                          |
| Knoten Golnice (km 70,899) – Knoten Krzyżowa (km 75,200)       | 04,3 km  | 1936–19371995–1996 | —                              | 17. Oktober 19371996       | Modernisierung geplant                                             |
| Krzyżowa                                                       | 01,27 km | 2007–2009          |                                | 10. August 2009            |                                                                    |
| Summe                                                          | 75,01 km |                    |                                |                            |                                                                    |